# Ein Walzer von Strauß
Ein Walzer von Strauß ist ein deutsch-österreichisches Stummfilmmelodram aus der Inflationszeit von Max Neufeld mit seinem Bruder Eugen Neufeld in einer der Hauptrollen.

## Handlung
Der Film spielt 1923 in Wien, dem Jahr der Megainflation und großen Wirtschaftskrise. Rittmeister Baron Max Szerenyi-Lengsfelder kehrt nach sieben Jahren russischer Kriegsgefangenschaft aus Sibirien nach Österreich heim. Dort findet er nichts mehr so vor, wie er es einst verlassen hatte und fühlt sich wie ein in der Fremde Gestrandeter. Sein Schloss und seine Besitzungen wurden ihm genommen, sein Geld geraubt. Dahinter steckt der schurkische Mario Velloni, seines Zeichens Bankpräsident. Und wäre all dies nicht schon schlimm genug, muss der Rittmeister bitter feststellen, dass seine Braut Elisabeth abtrünnig wurde und eben diesen Velloni geheiratet hat. Elisabeth hatte allerdings erst dann dem Drängen Vellonis nachgegeben, dessen Frau zu werden, nachdem der Rittmeister auf dem Schlachtfeld erst als verschollen und schließlich 1916 als gefallen galt. Was dem verarmten Kriegsheimkehrer nun bleibt, ist lediglich die Erinnerung an den filmtitelgebenden Walzer von Strauß, zu dem sich er und Elisabeth einst ewige Liebe geschworen hatten.
Nun aber ist Szerenyi-Lengsfelder nur noch auf Rache aus. Baron Max sucht die Nähe seines Feindes und wird dessen Sekretär. An der Börse geht es zu diesem Zeitpunkt drunter und drüber, Reiche verarmen und Arme steigen durch clevere Spekulationen zu Millionären auf. Als der nichts ahnende Velloni seinen Sekretär mit einer die französische Währung betreffende Börsenspekulation beauftragt, ist der Zeitpunkt gekommen, sich an dem Bankier zu rächen. Der Plan gelingt, und in fassungsloser Wut schießt Velloni auf seinen Widersacher, der schwer verletzt zurückbleibt. Dann flieht der Schütze. Doch er kann seinem Schicksal nicht entfliehen, denn eine Wiederbegegnung Vellonis mit seinem einstigen Komplizen Nicolaus Baransky, den er einst zu einem Meineid gezwungen hatte, endet für Mario Velloni tödlich. Sein Leichnam wird auf einem Bahnsteig entdeckt. Nun ist Elisabeth, die längst ihre Entscheidung, Vellonis Ehefrau zu werden, tief bereut hat, endlich frei für ihren geliebten Baron Max. Nach dessen Genesung kommen die beiden unter den Klängen von Straußens Donauwalzer wieder zusammen.

## Produktionsnotizen
Ein Walzer von Strauß, auch bekannt unter Der Walzer von Strauß, entstand Mitte 1925 (Abschluss der Dreharbeiten Ende Juni) im Wiener Schönbrunn-Atelier und wurde, nach einer Pressevorführung am 8. September 1925, am 23. Oktober 1925, anlässlich des 100. Geburtstags von Johann Strauss Sohn, in gleich elf Kinos der österreichischen Hauptstadt uraufgeführt. Die Filmlänge betrug 2874 Meter, verteilt auf acht Akte.
Dies war die letzte Filmproduktion von Karl Wiesel. Otto Kreisler übernahm die künstlerische Oberleitung und war als Koproduzent beteiligt, seine Firma Helios ging jedoch während der Dreharbeiten in Konkurs. Die Filmbauten entwarf Julius von Borsody, die Kostüme Berta Farnhammer.
Die skandalumwitterte Tänzerin Anita Berber war hier das letzte Mal auf der Leinwand zu sehen, ihr Auftritt war allerdings ein aus einem früheren Film entnommener Tanz.
Ebenfalls das letzte Mal traten hier Georg Kundert und Armin Seydelmann vor die Kamera.

## Kritiken
Die Stunde meinte: „Der Film behandelt packend ein Einzelschicksal; dramatisch verknüpft der Knoten den Zusammenbruch eines jungen adeligen Offiziers mit dem Schicksal des reichen Bankpräsidenten.“
Das Neue Wiener Journal wiederum schrieb: „In dem Rahmen einer bewegten Handlung …ist mit geschickter Hand der Genius unseres Walzerkönigs verwoben, um auch im Film der Strauß-Feier ein Gedenkblatt zu widmen.“